# Le Greco (film)
Pour le film de 2007, voir El Greco, les ténèbres contre la lumière.
Pour plus de détails, voir Fiche technique et Distribution.
Le Greco (El Greco) est un film italien réalisé par Luciano Salce, sorti en 1966.

## Synopsis
La vie du peintre espagnol Le Greco.

## Fiche technique
- Titre : Le Greco
- Titre original : El Greco
- Réalisation : Luciano Salce
- Scénario : Guy Elmes, Massimo Franciosa, Juan García Atienza, Luigi Magni, Rodrigo Rivero Balestia et Luciano Salce
- Musique : Ennio Morricone
- Photographie : Leonida Barboni
- Montage : Nino Baragli et Fred Burnley
- Production : Alfredo Bini et Mel Ferrer
- Société de production : Produzioni Artistiche Internazionali, Arco Film et Les Films du Siècle
- Société de distribution : 20th Century Fox (France / États-Unis)
- Pays :  Italie,  France et  Espagne
- Genre : Biopic et drame
- Durée : 95 minutes
- Dates de sortie : 
  - Italie : 15 août 1966
  - France : 9 mai 1967
- Affiches : Raymond Elseviers (Belgique), Boris Grinsson (France), Enzo Nistri (Italie)

## Distribution
- Mel Ferrer : Le Greco
- Rosanna Schiaffino : Jeronima de las Cuevas
- Adolfo Celi : Don Miguel de las Cuevas
- Mario Feliciani : Nino de Guevara
- Franco Giacobini : Francisco
- Renzo Giovampietro : frère Felix
- Ángel Aranda : Don Luis
- Nino Crisman : Diego de Castillo
- Gabriella Giorgelli : Maria
- Giulio Donnini : Pignatelli
- Fernando Rey : Philippe II
- Rafael Rivelles : le marquis de Villena
- John Francis Lane : De Agueda
- Rossana Martini : Zaida
- Maria Marchi : la mère supérieure

## Box-office
Le film a bénéficié d'un budget de 800 000 dollars et a rapporté 1 675 000 dollars au box-office.